# Palaeocopina
Palaeocopina is een onderorde van kreeftachtigen uit de klasse van de Ostracoda (mosselkreeftjes).

## Taxonomie

### Superfamilie
- Nodelloidea Zaspelova, 1952 †

### Familie
- Youngiellidae Kellett, 1933 †